# Tatsuhide Shimizu

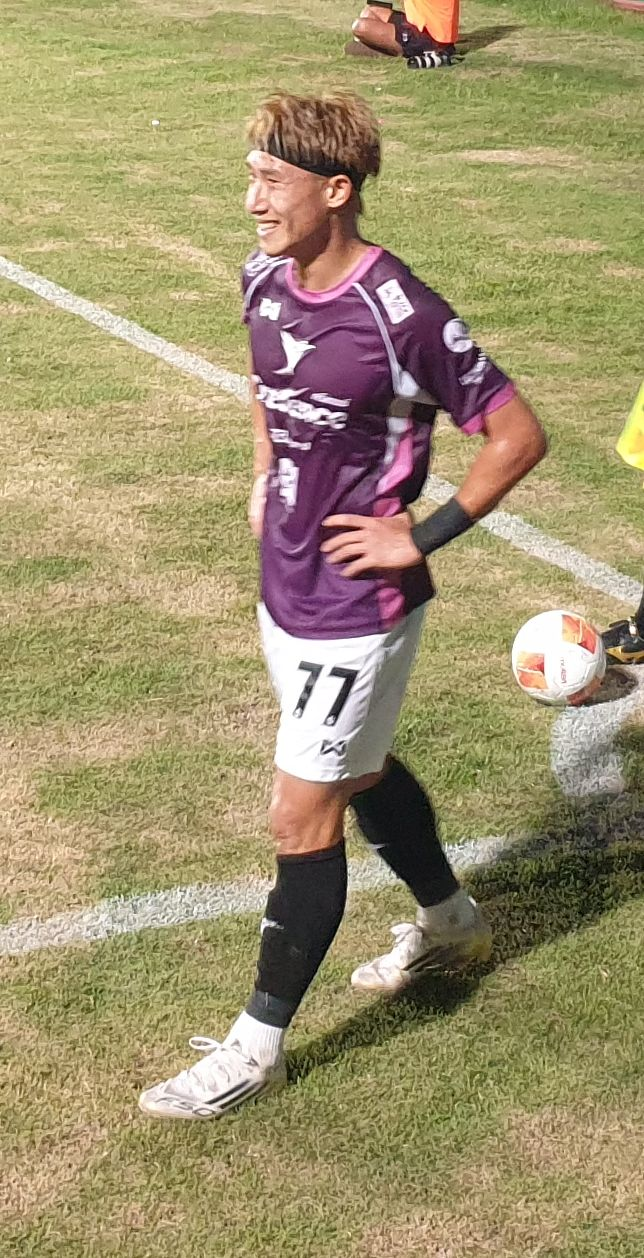

Tatsuhide Shimizu (japanisch 清水 龍秀 Shimizu Tatsuhide; * 1. April 1996 in Yokohama, Präfektur Kanagawa) ist ein japanischer Fußballspieler.

## Karriere
Tatsuhide Shimizu erlernte das Fußballspielen in den Schulmannschaften der Kamoi Jr. High School und der Yamato Minami High School. 2015 spielte er bei dem unterklassigen japanischen Verein Footwork Club. Im Februar 2016 wechselte er für zwei Jahre zum brasilianischen Klub CA Diadema. Im Februar 2018 kehrte er nach Japan zurück. Hier spielte er bis Ende 2019 für die unterklassigen Vereine Footwork Club und Esperanza SC. 2020 zog es ihn nach Kroatien. Hier stand er beim NK Međimurec Dunjkovec-Pretetinec unter Vertrag. 2022 spielte er wieder in Japan beim unterklassigen Shinagawa CC. Ende August 2022 ging er nach Thailand. Hier unterschrieb er in Chainat einen Vertrag beim Chainat United FC. Mit dem Verein spielte er 22-mal in der Western Region der Liga. Nach einer Spielzeit wechselte er im September 2023 zu dem in der Northern Region spielenden Maejo United FC. Für den Verein aus Chiangmai bestritt er 19 Ligaspiele. Im Juni 2024 wechselte er zum thailändischen Zweitligisten Phrae United FC. Sein Zweitligadebüt gab Shimizu am 10. August 2024 (1. Spieltag) im Heimspiel gegen den Chiangmai United FC. Bei dem 1:1-Unentschieden wurde er in der 69. Minute für den Brasilianer Welington eingewechselt. Nach einer Spielzeit, in der er für den Verein aus Phrae 31-mal auf dem Spielfeld stand, wechselte er im Juli 2025 nach Chainat zum ebenfalls in der zweiten Liga spielenden Chainat Hornbill FC.